# Estação Marqués de la Valdavia
Marqués de la Valdavia é uma estação da Linha 10 do Metro de Madrid.